# Masoplodka
Masoplodka (Sarcococca) je rod rostlin patřící do čeledi zimostrázovité (Buxaceae). Někdy je uváděn pod jménem masoplod. Masoplodky jsou stálezelené keře s tuhými listy a nenápadnými květy. Některé druhy jsou pěstovány i v České republice jako nepříliš významné okrasné dřeviny.

## Popis
Masoplodky jsou stálezelené keře se střídavými kožovitými listy. Listy jsou krátce řapíkaté, celokrajné, se zpeřenou nebo od báze dlanitě trojžilnou (triplinervní) žilnatinou. Květenství jsou úžlabní nebo vrcholové hrozny nebo hlávky, složené z jednopohlavných květů. Na bázi květenství bývají samičí květy a v horní části samčí, někdy jsou jednotlivá květenství složena jen z jednopohlavných květů. Rostliny jsou jednodomé. Květy jsou drobné, bílé nebo růžové. Samčí květy obsahují 4 okvětní lístky ve 2 kruzích, 4 vyčnívající tyčinky a sterilní semeník. Samičí květy mají okvětí složené ze 4 až 6 plátků, semeník je srostlý ze 2 až 3 plodolistů a se stejným počtem komůrek. Semeník nese na vrcholu 2 nebo 3 krátké zahnuté čnělky se sbíhavými bliznami. Plodem je kulovitá nebo vejcovitá peckovice, obsahující 1 nebo 2 kulovitá semena.

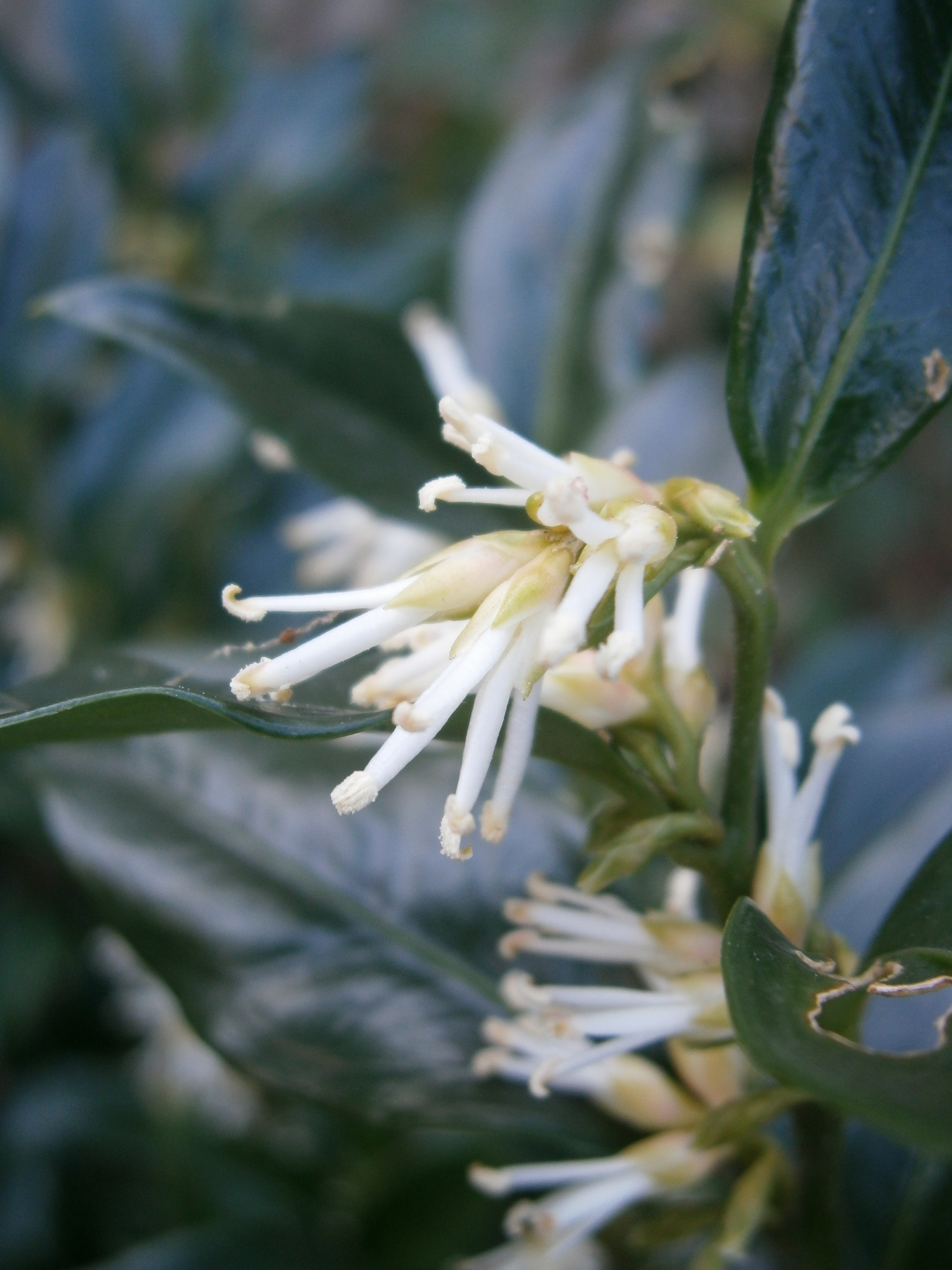
Květenství masoplodky pomíchané
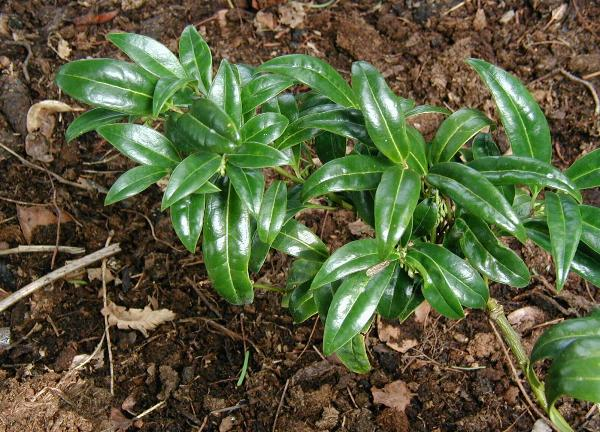
Masoplodka nízká
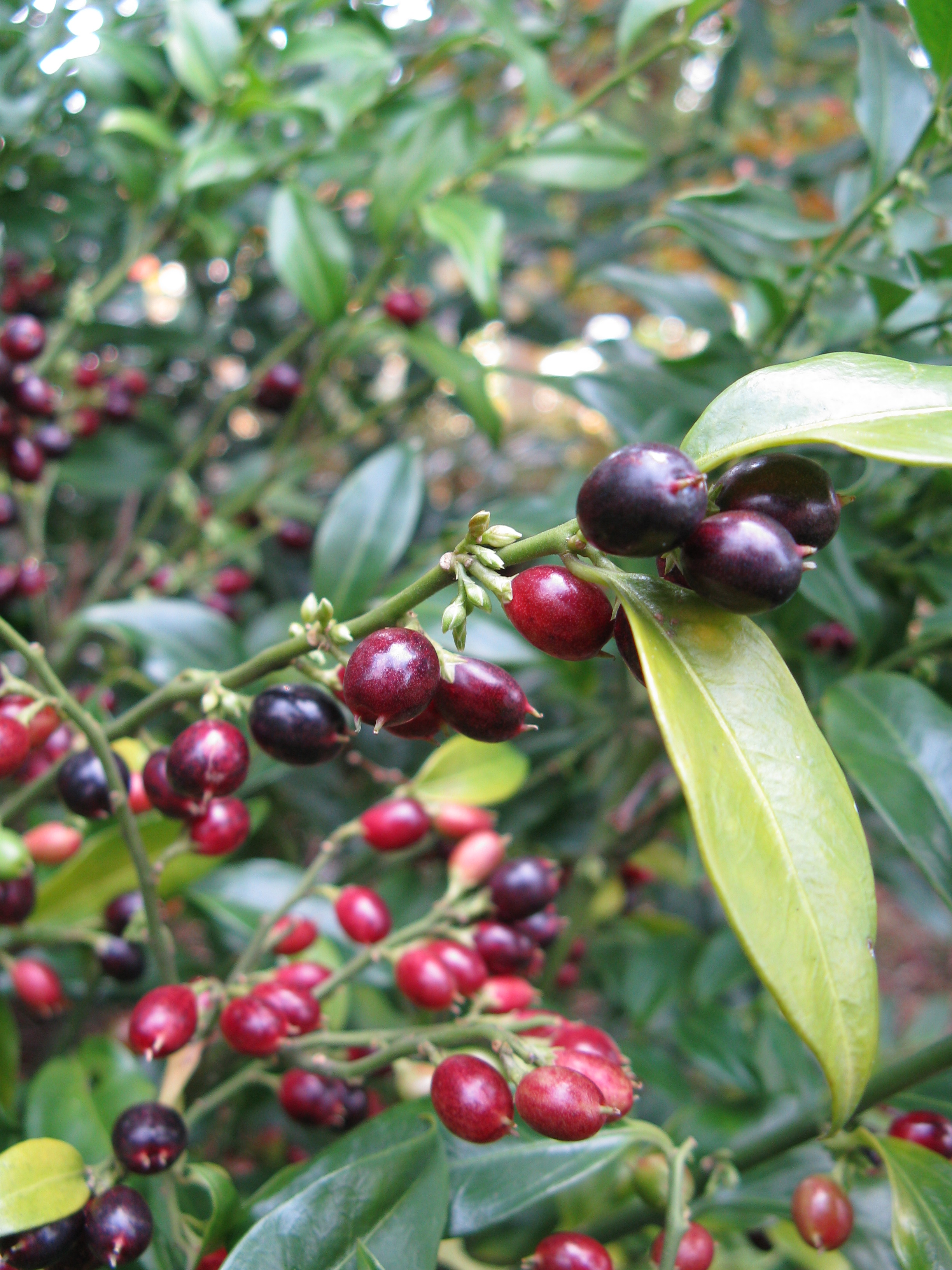
Plodící Sarcococca hookeriana

## Rozšíření
Rod zahrnuje podle pojetí asi 16 až 20 druhů. Masoplodky jsou vesměs rozšířeny v Asii od Afghánistánu po Čínu a Indočínu. Dříve byl uváděn druh Sarcococca guatemalensis z Guatemaly a Mexika, v současné taxonomii je však přeřazen do rodu zimostráz jako Buxus conzattii. U druhu masoplodka pomíchaná (Sarcococca confusa), pěstovaného jako okrasná dřevina i v České republice, je původ neznámý.

## Taxonomie
Taxonomie rodu Sarcococca je stále v šetření, zvláště komplex Sarcococca hookeriana, a některá jména nejsou dosud potvrzena. Druh Sarcococca humilis, masoplodka nízká, bývá nověji uváděn jako Sarcococca hookeriana var. digyna.

## Význam
Některé druhy masoplodky se pěstují jako okrasné stálezelené dřeviny. V Česku se pěstuje zejména masoplodka nízká (Sarcococca hookeriana var. digyna, syn. S. humilis) a vyšší masoplodka pomíchaná (S. confusa). Využívají se jako podrost na skalky a jako nízká mezisadba. Mají spíše sbírkový význam. Nejsou uváděny žádné okrasné kultivary.

## Pěstování
Oba druhy masoplodky jsou poměrně choulostivé, teplomilné keře, vhodné pro chráněná, polostinná až stinná stanoviště s živnou, humózní půdou. V sušších půdách méně namrzají. Kvetou poměrně časně, v lednu až březnu. Při nedostatku sněhu je nutný zimní kryt. Množí se výsevem na jaře pod sklo či ve skleníku nebo řízkováním. Řízky lze odebírat v červenci nebo z přezimovaných rostlin začátkem zimy.

## Zástupci
- masoplodka nízká (Sarcococca hookeriana var. digyna, syn. S. humilis)
- masoplodka pomíchaná (Sarcococca confusa)[4]